# Ekbasos
Ekbasos (altgriechisch Ἔκβασος Ékbasos) ist in der griechischen Mythologie der Sohn des Königs Argos und der Euadne.
Seine Geschwister sind Peiras, Kriasos und Epidauros. Er ist der Vater des Agenor, dessen Sohn war Argos Panoptes.